# Lista de prefeitos de Passa e Fica
Esta é a lista de prefeitos de Passa e Fica, município brasileiro do estado do Rio Grande do Norte.
| Nº | Prefeito                     | Imagem | Partido                  | Início do mandato      | Fim do mandato         | Vice-prefeito                        | Observações                   |
| -- | ---------------------------- | ------ | ------------------------ | ---------------------- | ---------------------- | ------------------------------------ | ----------------------------- |
| 1  | Ociram Damasceno Barbosa     |        |                          | 30 de março de 1963    | 31 de janeiro de 1964  | —                                    | Prefeito nomeado              |
| 2  | Celso Lisboa                 |        |                          | 31 de janeiro de 1964  | 30 de janeiro de 1969  | não encontrado                       | Prefeito e vice eleitos       |
| 3  | Ociram Damasceno Barbosa     |        |                          | 31 de janeiro de 1969  | 30 de janeiro de 1973  | não encontrado                       | Prefeito e vice eleitos       |
| 4  | Celso Lisboa                 |        | ARENA                    | 31 de janeiro de 1973  | 30 de janeiro de 1977  | Antônio Soares Bezerra               | Prefeito e vice eleitos       |
| 5  | Antônio Fernandes de Queiroz |        | MDB                      | 31 de janeiro de 1977  | 31 de janeiro de 1983  | não encontrado                       | Prefeito e vice eleitos       |
| 6  | Aryan Pessoa da Cunha Lima   |        | PDS                      | 31 de janeiro de 1983  | 31 de dezembro de 1988 | não encontrado                       | Prefeito e vice eleitos       |
| 7  | Pedro Augusto Lisboa         |        | PL                       | 1º de janeiro de 1989  | 31 de dezembro de 1992 | Nilma Maria Guedes                   | Prefeito e vice eleitos       |
| 8  | Aryan Pessoa da Cunha Lima   |        |                          | 1º de janeiro de 1993  | 31 de dezembro de 1996 | Arlindo Soares Bezerra               | Prefeito e vice eleitos       |
| 9  | Pedro Augusto Lisboa         |        |                          | 1º de janeiro de 1997  | 31 de dezembro de 2004 | não encontrado                       | Prefeito e vice eleitos       |
| 9  | Pedro Augusto Lisboa         |        | não encontrado           | 1º de janeiro de 1997  | 31 de dezembro de 2004 | Prefeito reeleito e vice eleito      |                               |
| 10 | Celso Luiz Marinho Lisboa    |        | PSB                      | 1º de janeiro de 2005  | 31 de dezembro de 2008 | Arlindo Soares Bezerra               | Prefeito e vice eleitos       |
| 11 | Pedro Augusto Lisboa         |        | PP                       | 1º de janeiro de 2009  | 31 de dezembro de 2016 | Aguinaldo Pereira da Silva           | Prefeito e vice eleitos       |
| 11 | Pedro Augusto Lisboa         | PMDB   | Everaldo Bizerra Guedes  | 1º de janeiro de 2009  | 31 de dezembro de 2016 | Prefeito reeleito e vice eleito      |                               |
| 12 | Leonardo Moreira Lisboa      |        | PSD                      | 1º de janeiro de 2017  | 19 de novembro de 2018 | Aluízio Almeida de Araújo            | Prefeito e vice eleitos       |
| 13 | não encontrado               |        |                          | 20 de novembro de 2018 | 3 de fevereiro de 2019 | —                                    | Presidente da Câmara no cargo |
| 14 | Celso Luiz Marinho Lisboa    |        | PSB                      | 3 de fevereiro de 2019 | 31 de dezembro de 2020 | Maria de Lourdes Silva do Nascimento | Prefeito e vice eleitos       |
| 15 | Flaviano Correia Lisboa      |        | PDT                      | 1º de janeiro de 2021  | até a atualidade       | Ronildo Antônio de Souza             | Prefeito e vice eleitos       |
| 15 | Flaviano Correia Lisboa      | PSD    | José Elson de Lima Alves | 1º de janeiro de 2021  | até a atualidade       | Prefeito reeleito e vice eleito      |                               |